# Гар д’Улен (станция метро)
«Гар д'Уле́н» (фр. Gare d’Oullins) — станция линии В Лионского метрополитена. С 2013 по 2023 год была конечной станцией на южном участке Линии B — вплоть до её продления до станции «Сен-Жени-Лаваль — Опиталь Лион Сюд».

## Расположение
Станция находится в пригороде Лиона — коммуне Улен и является частью пересадочного комплекса, включающего в себя также железнодорожный вокзал, автовокзал и перехватывающую парковку для автомобилей. Это единственная станция линии B на правом берегу Роны. Вход на станцию производится с улицы Репюблик (фр. rue de la République) коммуны Улен (не путать с одноимённой улицей, расположенной в 1-м округе Лиона) и с улицы Эдмон Локар (фр. rue Édmond Locard), а также из здания вокзала.

## Особенности
Станция открыта 11 декабря 2013 года как продолжение линии B от станции Стад де Жерлан. Состоит из двух путей и двух боковых платформ. Пассажиропоток составляет около 20 000 чел./день.
Мультимодальный пересадочный комплекс был разработан архитектурной студией Ателье Арш во главе с Мишелем Морисом (фр. Michel Maurice). Для постройки комплекса было ликвидировано старое железнодорожное депо, а железнодорожный вокзал перемещён примерно на 20 метров. Станция очень большая и просторная — она имеет 80 метров в длину, 25 в ширину и 20 в высоту, ширина платформ — по 3,8 метров. Стены покрыты мрамором, а пол — гранитом.

## Происхождение названия
Gare d'Oullins в переводе с французского означает Уленский вокзал или вокзал Улена. Название дано по причине того, что станция метро входит вместе с железнодорожным вокзалом для пригородных поездов в единый мультимодальный пересадочный комплекс.

## Достопримечательности
- Железнодорожный вокзал Улен
- Замок де Тур[фр.] (первая четверть XIII века)
- Здание Ле Кастель (первая четверть XVI века)
- Здание школы Святого Фомы (вторая половина XIX века)

## Наземный транспорт
Со станции существует пересадка на следующие виды транспорта:

```
TER
 — вокзал пригородных поездов
```

         — автобус